# Khambieng Khamiar
Khambieng Khamiar (ur. 23 listopada 1967) – laotański lekkoatleta (średniodystansowiec), olimpijczyk.
Wystąpił na Letnich Igrzyskach Olimpijskich 1992, gdzie znalazł się na liście startowej dwóch konkurencji. W biegu na 800 metrów pojawił się na starcie szóstego biegu eliminacyjnego, w którym uplasował się na ostatnim ósmym miejscu, osiągając wynik 2:02,45 (był to również najsłabszy rezultat spośród wszystkich zawodników). W pierwszym biegu eliminacyjnym na dystansie 1500 metrów był na przedostatniej dwunastej pozycji, wyprzedzając Ancela Nalau z Vanuatu. Spośród wszystkich 51 lekkoatletów, słabszy czas od Khamiara uzyskał jeszcze Bassam Kawas z Libanu i Bernardo Elonga z Gwinei Równikowej.
Pojawił się również na starcie podczas Igrzysk Azjatyckich 1990, startując w tych samych konkurencjach, co na igrzyskach w Barcelonie. W obu przypadkach odpadł w eliminacjach. Na dystansie 800 metrów uzyskał wynik 1:58,19, zaś w biegu na 1500 metrów osiągnął czas 4:12,17.
Rekordy życiowe: 
- bieg na 800 metrów – 1:57,97 (1989, Bangkok; rekord Laosu),
- bieg na 1500 metrów – 4:04,82 (1992, Barcelona; rekord Laosu).